# Parc national Cocoparra

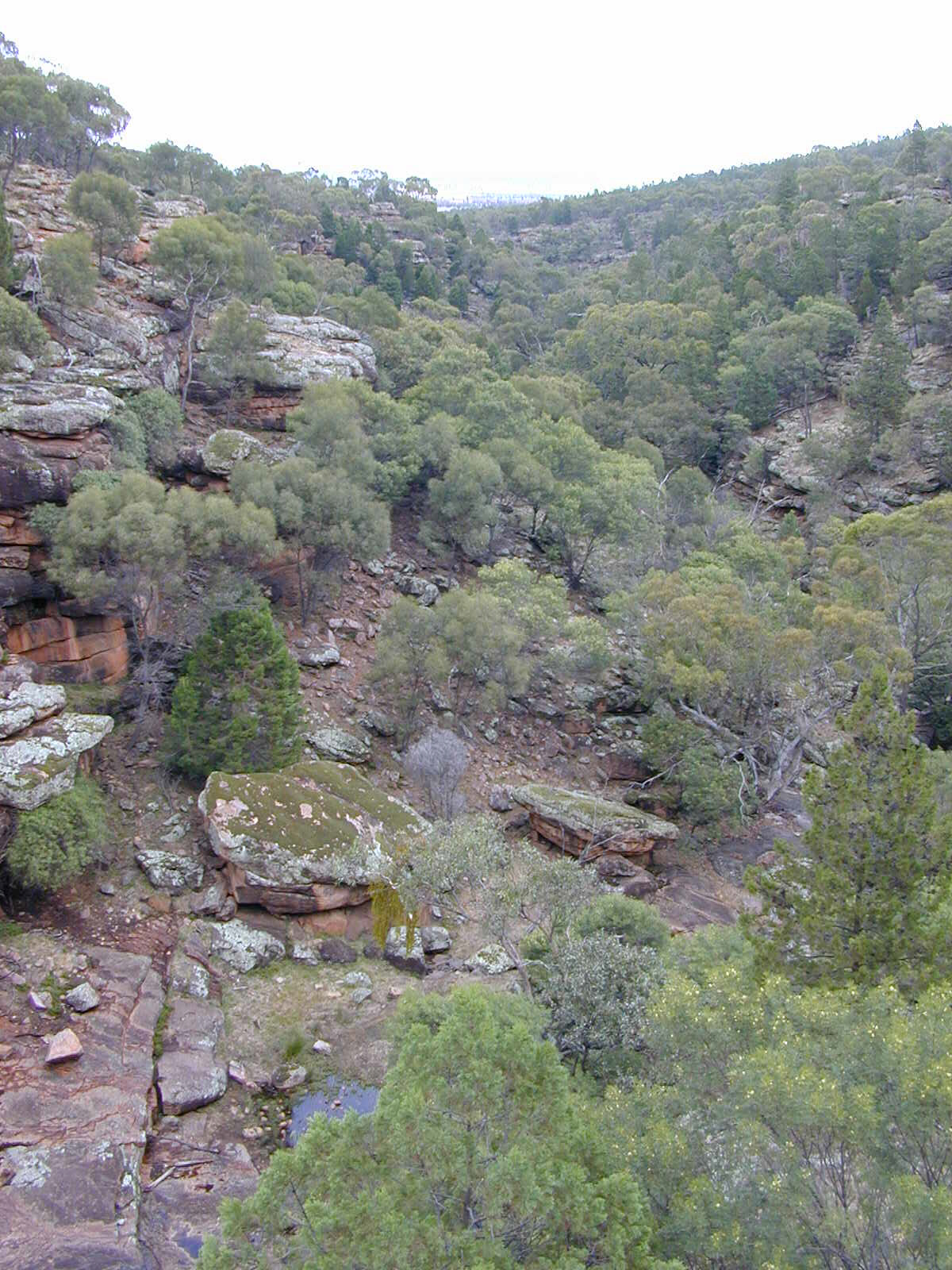
La Store Creek dans le parc national Cocoparra

Le parc national Cocoparra est un parc national situé en Nouvelle-Galles du Sud en Australie à 457 km à l'ouest de Sydney et à 25 km au nord-ouest de Griffith dans la région de la Riverina au sud-ouest de Nouvelle-Galles du Sud. 
Il comprend une série de collines tels que le mont Bingar (455 mètres) et le mont Brogden (390 mètres) au milieu d'un grand paysage plat. Jouxtant au nord le parc national, se trouve la  Réserve naturelle Cocoparra. La création du parc national a été publiée au journal officiel en 1969 et le parc a une superficie de 8 358 hectares. La réserve naturelle a été créée en 1963 avec une superficie de 4647 hectares (Plan de gestion du parc national Cocoparra de 1995). 
Le climat est semi-aride. Les principaux végétaux trouvés dans le parc sont les acacias, les orchidées, les ironbarks et les Callitris. 
Le sol se compose de grès du Dévonien supérieur, de siltsones et de conglomérats. 
Il existe un certain nombre d'emplacements de pique-niques dans le parc et un terrain de camping à Woolshed Flat.